# ستيف ريني
ستيف ريني (بالإنجليزية: Steve Rennie) هو مدير مواهب ووكيل مواهب وشخصية أعمال أمريكي، ولد في 6 يونيو 1955 في أوغستا في الولايات المتحدة.